# Потери сил международной коалиции в операции «Несокрушимая свобода»

График потерь международной коалиции с начала войны

Исходя из разных источников, общее число погибших иностранных военнослужащих и сотрудников ЧВК в Афганистане составляет 5 тыс. человек.
Согласно данным министерств обороны США, Великобритании, Австралии и Швеции, а также независимого интернет-сайта iCasualties.org, по состоянию на 31 декабря 2014 года в ходе операции «Несокрушимая свобода» (англ. Enduring Freedom) силы международной коалиции потеряли 3 486 военнослужащих погибшими. Большинство потерь связано с военной операцией в Афганистане, однако цифра потерь вооружённых сил США включает в себя некоторое число американских военнослужащих, погибших на Филиппинах, в Джибути и некоторых других странах. Учтены как боевые, так и небоевые потери.
- США: 2352 (ранеными, по состоянию на 1 января 2015 года — 20 149 военнослужащих[1])
- Великобритания: 453 (ранеными и травмированными, по состоянию на 31 декабря 2014 года — 7443[3])
- Канада: 158 (ранеными, в период с апреля 2002[4] до 12 марта 2014 — 2179 военнослужащих[5])
- Франция: 86 (ранеными, по состоянию на 8 декабря 2012 — 725 военнослужащих[6][7][8][9])
- Германия: 54 (ранеными, не менее 230[10][11][12][13][14][15][16][17][18][19][20][21][22][23][24][25][26][27]).
- Италия: 48 (ранеными, не менее 96[28][29][30][31][32][33][34][35][36][37][38][39][40][41][42][43][44][45][46][47][48][49][50][51][52][53][54][55][56])
- Дания: 43 (ранеными, не менее 214 военнослужащих[57][58][59])
- Австралия: 41[60] (ранеными, по состоянию на 28 октября 2013 года — 261 военнослужащих[61])
- Польша: 40 (ранеными, свыше 157[62][63][64][65][66][67][68][69][70][71][72][73][74][75][76][77][78][79][80][81][82][83][84])
- Испания: 35 (ранеными, не менее 69 военнослужащих[85][86][87][88][89][90][91][92][93][94][95][96][97][98][99][100][101][102][103][104][105][106][107][108][109][110][111][112][113][114][115])
- Грузия: 27 (ранеными, не менее 135 военнослужащих[116][117][118][119][120])
- Нидерланды: 25 (ранеными, по состоянию на 1 августа 2010 года — 140 военнослужащих)[121]
- Румыния: 21 (ранеными, не менее 131 военнослужащих[122][123][124][125])
- Турция: 14 (ранеными, не менее 7 военнослужащих[126][127][128][129])
- Новая Зеландия: 11 (ранеными, не менее 16 военнослужащих[130][131][132][133][134][135])
- Норвегия: 10 (ранеными, не менее 840 военнослужащих)
- Чехия: 10 (ранеными, не менее 35 военнослужащих)
- Эстония: 9 (ранеными, не менее 92 военнослужащих)[136]
- Венгрия: 7 (ранеными, не менее 12 военнослужащих[137][138][139][140][141])
- Швеция: 6 (ранеными, свыше 30 военнослужащих)[142]
- Латвия: 3 (ранеными, не менее 12 военнослужащих[143][144][145][146][147][148][149])
- Словакия: 3 (ранеными, не менее 8 военнослужащих)
- Финляндия: 2 (ранеными, не менее 13 военнослужащих[150][151][152][153][154][155][156][157])
- Португалия: 2 (ранеными, не менее 12 военнослужащих[158][159][160][161][162])
- Иордания: 2 (ранеными, до 22 мая 2011 — не менее 3 военнослужащих[163])
- Бельгия: 1 (ранеными, не менее 14 военнослужащих[164][165][166][167][168][169][170])
- Литва: 1 (ранеными и травмированными, не менее 14 военнослужащих[171][172][173][174][175][176][177])
- Албания: 1 (ранеными, по меньшей мере 1 военнослужащий)[178]
- Республика Корея: 1
- Хорватия: 0 (ранеными и травмированными, не менее 14, ещё 1 опасно заболел)
- Болгария: 0 (ранеными, не менее 7 военнослужащих)
- Северная Македония: 0 (ранеными, не менее 5 военнослужащих[179][180])
- Греция: 0 (ранеными и травмированными, не менее 4 военнослужащих)
- Исландия: 0 (ранеными, не менее 3 миротворцев[181])
- Словения: 0 (ранеными, по меньшей мере 2 солдат и 1 „гражданский специалист“[182][183])
- Швейцария: 0 (ранеными, по меньшей мере 1 сапёр[184])

Самой крупной единовременной потерей сил международной коалиции за время операции была авиакатастрофа 6 августа 2011 года, когда в сбитом вертолёте CH-47 погибли 31 военнослужащих США и 7 военнослужащих армии Афганистана.
В итоговых цифрах, приведенных на основании данных сайта icasualties.org не учтены:
- 62 военнослужащих Испании, погибшие 26 мая 2003 года в авиакатастрофе в Турции самолёта Як-42, на борту которого они возвращались из Афганистана[186].
- 1 южнокорейский офицер (капитан Kim Hyo-sun), застреленный 29 января 2003 в Кабуле майором южнокорейской армии[187] (в перечне потерь южнокорейской армии упомянут только один военнослужащий, сержант Yoon Jang-ho, погибший 27 февраля 2007 года на авиабазе Баграм в результате подрыва смертника[188]);
- 1 военнослужащий ОАЭ из состава подразделения, осуществлявшего охрану гуманитарной миссии ОАЭ в Афганистане, который пропал без вести при неустановленных обстоятельствах в провинции Гильменд 13 июня 2007 года[189];
- 1 военнослужащий Турции, погибший 23 марта 2010 года в провинции Вардак при падении турецкого вертолёта UH-60[129];
- 1 военнослужащий Черногории (stariji vodnik Mijailo Perišić), умерший 10 октября 2011 года от сердечного приступа на военной базе „Panonia“[190];
- 1 военнослужащий Латвии[191][192][193] (капрал Давис Балтаболс), который скончался в немецком военном госпитале 9 августа 2009[194];
- 2 погибших военнослужащих Франции[9];
- 4 погибших военнослужащих Канады[5] (капрал военной полиции Канады Brendan Anthony Downey, который скончался 4 июля 2008 на военной базе „Camp Mirage“ на территории ОАЭ[195] и ещё три неустановленных военнослужащих)
- 5[196] погибших военнослужащих Польши[197], в том числе: ефрейтор Rafał Nowakowski, убитый 4 октября 2011 года[198]; сержант Zbigniew Biskup, умерший 22 декабря 2011 года в госпитале в Газни вследствие септического шока[199][200]; рядовой Pawel Ordynski, убитый 20 марта 2013 года[81][201]; и старший капрал Łukasz Sroczyński, тяжело раненый 22 декабря 2012 в бою в провинции Газни и умерший от ран в Варшаве 3 августа 2013[202];
- 2 погибших военнослужащих Грузии: капрал 32-го легкопехотного батальона Миндия Абашидзе, погибший 11 октября 2012 года в провинции Гильменд[203][204] и ещё один, неустановленный грузинский военнослужащий[117][205]
- 5 погибших военнослужащих Румынии: сержант Ion-Lucian Leuştean (раненый взрывом мины 7 сентября 2011 года и умерший от ран 9 мая 2012)[206], ещё 3 военнослужащих, погибших в период до 23 апреля 2013[123] и прапорщик Claudiu Constantin Vulpoiu, убитый взрывом 30 марта 2014[125]
- 4 погибших военнослужащих Италии[52][207] (одним из них является офицер корпуса карабинеров подполковник Cristiano Congiu, с 2007 года проходивший службу при посольстве Италии в Кабуле в качестве специалиста по борьбе с наркотиками, рабочий контракт которого закончился 31 мая 2011 года. Он должен был вернуться в Италию, но задержался в Афганистане и 4 июня 2011 года был убит афганцами в долине Мокни уезда Хандж провинции Панджшер[208])
- 1 погибший военнослужащий ФРГ[209]
- 1 военнослужащий спецподразделения военной полиции Чехии (прапорщик Jiří Schams, получивший тяжелые осколочные ранения в голову в Афганистане и умерший 7 января 2015 от полученных ранений в военном госпитале в Праге)[210]
- сержант 1-го батальона 501-го пехотного полка 25-й пехотной дивизии армии США Bowe Bergdahl, захваченный в плен 30 июня 2009 года в юго-восточной части Афганистана[211], который был освобождён 31 мая 2014 и отправлен на лечение в военный госпиталь[212]

В перечисленные выше потери не включены потери среди сотрудников полиции стран Евросоюза, которые находились в Афганистане по программе EUPOL — Afghanistan, но не были военнослужащими ISAF (кроме того, в 2006-2014 гг. в Афганистане находилась группа вооружённых сотрудников службы маршалов США).
- так, 1 мая 2007 в 100 км от Кабула, на автодороге из Кабула в город Газни было совершено нападение на машину дипломата Чехии, были ранены два чешских полицейских — сотрудников спецподразделения при Министерстве иностранных дел Чехии, которые обеспечивали охрану посольства Чехии в Афганистане[214][215]
- 15 августа 2007 в Кабуле в результате подрыва автомашины с немецкими полицейскими погибли 3 и был ранен ещё 1 немецкий полицейский[216];
- 17 января 2014 в ходе атаки ресторана «La Taverna du Liban» в Кабуле были убиты 2 работника EUPOL (женщина-полицейская Mette Teilmann Nielsen из Дании[217] и гражданин Великобритании Simon Chase[218])[219]

В перечисленные выше потери не включены потери среди сотрудников спецслужб стран коалиции:
- по официальным данным США, в 2001-2014 гг. в Афганистане погибли 15 сотрудников Центрального разведывательного управления США (которые не являются военнослужащими и официально считаются государственными гражданскими служащими США). Сообщается, что первым погибшим сотрудником ЦРУ является убитый 25 ноября 2001 года во время восстания заключенных в тюрьме в районе города Мазари-Шариф Johnny Micheal Spann, 7 февраля 2003 года взрывом гранаты был убит Helge P. Boes, 10 мая 2008 года был убит Donald A. Barger, ещё семь были убиты в результате атаки базы "Camp Chapman" 30 декабря 2009 года, а 13 октября 2012 года в уезде Маруф провинции Кандагар взрывом был убит оперативник ЦРУ Dario N. Lorenzetti[220]. Однако следует учесть, что в это число включена агент Ranya Abdelsayed, которая совершила самоубийство на военной базе "Gecko" в провинции Кандагар 28 августа 2013 года[221].

В перечисленные выше потери не включены потери среди военнослужащих миротворческого контингента ООН и сотрудников службы безопасности ООН, которые находились в Афганистане в рамках миссии United Nations Assistance Mission in Afghanistan:
- 17 апреля 2007 в провинции Кандагар была атакована автоколонна Управления ООН по обслуживанию проектов (UNOPS), взрывом управляемого фугаса была уничтожена автомашина сопровождения, убиты 5 сотрудников ООН (афганец-водитель и четыре вооружённых охранника - граждане Непала)[222]
- убитые 28 октября 2009 во время атаки гостиницы в Кабуле сотрудники службы безопасности ООН — гражданин Ганы Laurance Mefful и гражданин США Louis Maxwell[223][224]
- убитые 1 апреля 2011 во время атаки на миссию ООН в Мазари-Шарифе (военный советник — подполковник военно-воздушных сил Норвегии Siri Skare[225] и 4 непальских военнослужащих[226])
- 31 октября 2011 при взрыве у офиса Управления Верховного комиссара ООН по делам беженцев (UNHCR) в городе Кандагар были убиты три и ранены ещё два сотрудника службы безопасности ООН (афганцы)[227]

В перечисленные выше потери не включены потери военнослужащих и полицейских Индии на территории Афганистана (Индия принимала участие в реконструкции автодорог и нескольких других объектов инфраструктуры Афганистана, в результате дипломатическое представительство, транспорт и граждане Индии в Афганистане стали объектом нападения со стороны антиправительственных сил).
- 3 января 2008 смертник атаковал автоколонну в провинции Нимруз, взрывом были убиты два сотрудника спецподразделения полиции Индии Manoj Kumar Singh и Desha Singh[229]
- 7 июля 2008 в ходе атаки на индийское посольство в Кабуле были убиты военный атташе, бригадный генерал Ravi Datt Mehta и два сотрудника спецподразделения полиции Индии Ajai Pathaniya и Roop Singh[230]
- 8 октября 2009 в ходе атаки на индийское посольство в Кабуле были ранены три сотрудника службы безопасности посольства[231]
- 26 февраля 2010 в Кабуле в ходе атаки арендованного индийским посольством жилого дома "Park Residence" были убиты два офицера индийской армии (майор Deepak Yadav и майор медицинской службы Laishram Jyotin Singh) и ранен сотрудник спецподразделения полиции Индии Roshan Lal[232]

Кроме того, в перечисленные выше потери не включены потери «контрактников» сил коалиции:
- сотрудники иностранных частных военных и охранных компаний, а также компаний по разминированию[233], действующих в Афганистане с разрешения и в интересах стран коалиции.
- гражданский персонал, работающий на территории Афганистана с разрешения и в интересах стран коалиции (в частности, административный, технический и вспомогательный персонал, обеспечивающий деятельность сил коалиции, а также иностранные граждане, участвующие в осуществлении проектов и программ развития «военно-гражданского взаимодействия, координации и сотрудничества» CIMIC).

Между тем, только в период с начала операции в 2001 году до 19 декабря 2014 года в Афганистане погибло не менее 1925 "контрактников".
В перечне не учитываются потери служебных собак контингента ISAF (хотя зафиксированы случаи их уничтожения, а также поимки собак-миноискателей боевиками с целью дальнейшего использования).
В перечне не приведены сведения о потерях в авиатехнике, бронетехнике, вооружении и ином военном имуществе международной коалиции.
Не приведены также сведения о финансовых расходах на ведение войны.
- только прямые военные расходы США на ведение войны в период до августа 2014 года составили свыше 600 млрд. долларов; на "реконструкцию и помощь правительственным силам Афганистана" США израсходовали ещё 102 млрд. долларов[237]

Существует мнение о занижение потерь международной коалиции в Афганистане, особенно это касается американской армии. Так, в апреле 2004 года появились сообщения, что порядка 5000 американских и британских военнослужащих, погибших в Афганистане, тайно находились в морозильных камерах на Кипре и постепенно переправлялись в США через медицинские центры в Германии и на Ближнем Востоке. А по данным КСИР Ирана, реальное число погибших военнослужащих США выше в 2,5 раза. Причиной тому мог послужить тот факт, что в число официальных потерь не учитываются военнослужащие с иностранным гражданством и скончавшиеся в госпиталях.

## Дополнительная информация
- по официальным данным ISAF, только в период с 2001 года до начала мая 2012 года боевые и небоевые потери ISAF в войне в Афганистане составили 3006 военнослужащих убитыми и свыше 8800 военнослужащих ранеными[241].
- по официальным данным, которые озвучил генеральный секретарь НАТО Й. Столтенберг, только в период с начала операции до ноября 2014 года потери сил ISAF в войне в Афганистане составили 2729 человек убитыми в ходе боевых действий, 502 погибшими в результате небоевых причин и 28 541 ранеными[242]
- Потери коалиционных сил в период после 1 января 2015 года входят в потери сил международной коалиции в операции «Решительная поддержка»